# Twitterbot
Um Twitterbot é um tipo de software que controla uma conta do Twitter através da API do Twitter. O software bot pode tweetar, retweetar, “gostar”, seguir, deixar de seguir ou enviar mensagens directas a outros utilizadores do Twitter. A automatização das contas do Twitter é controlada por um conjunto de regras que definem as suas utilizações adequadas e inadequadas. As utilizações adequadas incluem a publicação de informações úteis, a geração automática de conteúdos interessantes ou criativos e a resposta automática aos utilizadores através de mensagens directas. As utilizações inadequadas incluem contornar os limites de utilização, violar a privacidade dos utilizadores ou enviar spam.

## Funcionalidades
Pode ser desejável identificar quando uma conta do Twitter está a ser controlada por um bot. Num artigo de 2012, Chu et al. propõem os seguintes critérios para reconhecer se uma conta pode ser um bot:
- Tempos periódicos e regulares entre tweets.
- O tweet contém spam conhecido.
- A relação entre o número de tweets enviados a partir de um dispositivo móvel e os enviados a partir de um PC, em comparação com o utilizador humano médio.

A investigação demonstrou que as pessoas podem considerar os bots do Twitter como uma fonte credível de informação.